# Epermenia scurella
Epermenia scurella — вид лускокрилих комах родини зонтичних молей (Epermeniidae).

## Поширення
Вид поширений в горах Центральної та Південної Європи. Присутній у фауні України.

## Спосіб життя
Личинки живляться листям Thesium.